# Peva (Almeida)
Peva é uma povoação portuguesa do Município de Almeida que foi sede da extinta Freguesia de Peva, freguesia que tinha 14,85 km² de área e 168 habitantes (2011), e, por isso, uma densidade populacional de 11,3 hab/km².
A Freguesia de Peva foi extinta em 2013, no âmbito de uma reforma administrativa nacional, tendo sido agregada às freguesias de Azinhal e Vale Verde, para formar uma nova freguesia denominada União das Freguesias de Azinhal, Peva e Vale Verde da qual é sede.
A localidade de Aldeia Bela, muito próxima de Peva, integrava também esta freguesia.

## População
★ Nos anos de 1864 a 1890 figura no concelho de Sabugal. Passou para o actual concelho por decreto de 12/07/1895
| Totais e grupos etários | Totais e grupos etários | Totais e grupos etários | Totais e grupos etários | Totais e grupos etários | Totais e grupos etários | Totais e grupos etários | Totais e grupos etários | Totais e grupos etários | Totais e grupos etários | Totais e grupos etários | Totais e grupos etários | Totais e grupos etários | Totais e grupos etários | Totais e grupos etários | Totais e grupos etários |
| ----------------------- | ----------------------- | ----------------------- | ----------------------- | ----------------------- | ----------------------- | ----------------------- | ----------------------- | ----------------------- | ----------------------- | ----------------------- | ----------------------- | ----------------------- | ----------------------- | ----------------------- | ----------------------- |
|                         | 1864                    | 1878                    | 1890                    | 1900                    | 1911                    | 1920                    | 1930                    | 1940                    | 1950                    | 1960                    | 1970                    | 1981                    | 1991                    | 2001                    | 2011                    |
|                         | 368                     | 404                     | 421                     | 416                     | 446                     | 359                     | 330                     | 352                     | 389                     | 349                     | 285                     | 211                     | 187                     | 140                     | 168                     |
| i)                      |                         |                         |                         |                         |                         |                         |                         |                         |                         |                         |                         |                         |                         | 18                      | 4                       |
| ii)                     |                         |                         |                         |                         |                         |                         |                         |                         |                         |                         |                         |                         |                         | 11                      | 15                      |
| iii)                    |                         |                         |                         |                         |                         |                         |                         |                         |                         |                         |                         |                         |                         | 58                      | 51                      |
| iv)                     |                         |                         |                         |                         |                         |                         |                         |                         |                         |                         |                         |                         |                         | 53                      | 98                      |

```
i)
 0 aos 14 anos;
 ii)
 15 aos 24 anos; 
iii)
 25 aos 64 anos; 
iv)
 65 e mais anos	
```

## Toponímia
O nome «Peva», de acordo com o linguista português José Pedro Machado, poderá ter vindo do nome próprio Paleuba, de origem germânica, que, por seu turno, terá chegado por via do latim medieval sob a forma de Peeuva. Dessarte, julga-se que o nome da localidade será uma alusão ao nome de um antigo povoador ou senhor destas terras.

## Património
- Edificado:
  - Casa abastada do Adro da Igreja - finais do século XVIII;

- Religioso:
  - Igreja Matriz - finais do século XVIII/XIX (características tardo-barrocas);
  - Campanário - século XVIII/XIX;
  - Capela de Santo António - século XVIII;
  - Capela do Senhor do Calvário - século XVIII;
  - Capela de Santo Antão em Pailobo - século XVIII;
  - Calvário - século XVIII/XIX

- Arqueológico e Etnográfico:
  - Sepulturas Antropomórficas cavadas na rocha em Pailobo no sítio da Fonte Madeiro - Medieval;
  - Tampa de Sepultura com inscrição funerária - período romano

- Natural e Lazer:
  - Paisagem na zona do Barroco da Arbitureira em Pailobo